# Bönningstedt
Brande-Hörnerkirchen là một đô thị tại huyện Pinneberg, trong bang Schleswig-Holstein, nước Đức. Đô thị này có diện tích 13,14 km², dân số thời điểm 31 tháng 12 năm 2006 là 1617 người.